# Гусєв Сергій Олексійович

Гусєв Сергій Олексійович, педагог, історик, дослідник трипільської культури, кандидат історичних наук, доцент, перший проректор з науково-педагогічної роботи Вінницького державного педагогічного університету імені Михайла Коцюбинського

Гусєв Сергій Олексійович (нар. 27 лютого 1964 у  смт. Літин)— український науковець, історик, дослідник трипільської культури, плідно працює на теренах археології, кандидат історичних наук, доцент. З серпня 2010 року до 30 червня 2024 року — перший проректор з науково-педагогічної роботи Вінницького державного педагогічного університету імені Михайла Коцюбинського 

## Біографія
Гусєв Сергій Олексійович народився 27 лютого 1964 року у смт Літин Вінницька область. Середню освіту здобув у середній школі №1 смт Літин.
З 1981 по 1985 роки навчався на історичному факультеті Вінницького державного педагогічного інституту імені Миколи Островського. Працював учителем історії і суспільствознавства у Літинській СШ №1, проходив дійсну військову службу у лавах Радянської Армії.
Завершив аспірантуру Інституту археології НА України 1989–1992рр. підготував і у 1993 році захистив кандидатську дисертацію на тему «Трипільська культура Середнього Побужжя рубежу IV–ІІІ тис. до н.е.».
З 1987 року  працює у Вінницькому державному педагогічному університеті імені Михайла Коцюбинського  на посадах асистента, старшого викладача, доцента, завідувача кафедри української та зарубіжної культури (1995—2005), декана факультету музичного мистецтва (2005—2010). З 2010 року — перший проректор з науково-педагогічної роботи. Викладає на факультеті історії, права і публічного управління, кафедри історії та культури України. Розробив і викладає навчальні курси з народознавства, української та зарубіжної культури, археології України.

## Наукові публікації
Автор понад 100 наукових наукових публікацій з археології та давньої історії і культури, опублікованих у вітчизняних та зарубіжних виданнях.
Автор монографії «Трипільська культура Середнього Побужжя рубежу IV–ІІІ тис. до н.е.» (1995), історико-краєзнавчого дослідження «Історія Літина з найдавніших часів до початку ХХ століття» (2004), навчальних посібників археологічної та українознавчої тематики. У вітчизняних і зарубіжних виданнях опублікував понад 100 праць з археології та давньої історії і культури, у яких обґрунтував існування на теренах Середнього Побужжя своєрідних поселень синкретичної локальної групи трипільської культури IV–ІІІ тис. до н.е., описав рівень розвитку транспортних засобів часів Трипілля, систематизував трипільські моделі жител. Публікації відображені у Інституційному репозитаріі 
Гусєв С.О.Трипільська культура Середнього Побужжя рубежу IV–III тис. до н. е. Вінниця: Антекс–УЛТД, 1995.   
Косаківський В.А. До історії подільського гончарства / В. А. Косаківський, С. О. Гусєв // Етнографія Поділля : тези доповідей наукової конференції. Ч. 2 / Вінницький обл. краєзнавчий музей; редкол.: Д. М. Загнітко, Л. Р. Кароєва, Л. М. Шпильова [та ін.]. – Вінниця, 1992. – С. 50-54.
Косаківський В.А. Трипільські поселення у м. Вінниці / В. А. Косаківський, С. О. Гусєв // Вінниччина: минуле та сьогодення. Краєзнавчі дослідження / ред. кол.: Ю.Зінько, М. М. Кравець, С. Л. Калитко та ін.; Вінницький державний педагогічний університет імені Михайла Коцюбинського. – Вінниця : ДП ДКФ, 200512. – С. 57-60.